# 千葉県立仁戸名特別支援学校
千葉県立仁戸名特別支援学校（ちばけんりつ にとなとくべつしえんがっこう）は、千葉県千葉市中央区仁戸名町にある、医療系特別支援学校である。

## 沿革
- 1974年4月1日 - 千葉東病院に、訪問教員派遣。
- 1979年4月1日 - 千葉東病院内に、仮校舎設置により千葉県立仁戸名養護学校、開設。
- 1979年9月6日 - 開校式。創立記念日となる。
- 1980年12月8日 - 第1期工事完成。
- 1981年10月27日 - 第2期、第3期工事完成。
- 2007年4月1日 - 現校名に改称。

## 交通
千葉中央バス - 千葉駅、誉田駅南口、鎌取駅北口、千葉リハビリセンターよりバス、「千葉県がんセンター」下車。